# Jay Roach
Jay Roach, all'anagrafe Matthew Jay Roach (Albuquerque, 14 giugno 1957), è un regista e produttore cinematografico statunitense.

## Biografia
Dopo il film indipendente Zoo Radio, del 1990, e dopo aver co-sceneggiato e prodotto Blown Away - Follia esplosiva con Jeff Bridges e Tommy Lee Jones, dirige la saga dedicata a Austin Powers, iniziata con Austin Powers - Il controspione e terminata con Austin Powers in Goldmember. Nel 1999 dirige Mistery, Alaska con Russell Crowe. Nel 2000 dirige Robert De Niro e Ben Stiller in Ti presento i miei, seguito da Mi presenti i tuoi? del 2004.

## Vita privata
Dal 1993 Roach è sposato con Susanna Hoffs, componente delle Bangles. Insieme hanno due figli, Jackson e Sam Rayfield. Roach, di religione battista, prima di sposare Susanna Hoffs si è poi convertito all'ebraismo.

## Filmografia

### Regista

#### Cinema
- Austin Powers - Il controspione (Austin Powers: International Man of Mystery) [1997)
- Austin Powers - La spia che ci provava (Austin Powers: The Spy Who Shagged Me) (1999)
- Mistery, Alaska (1999)
- Ti presento i miei (Meet the Parents) (2000)
- Austin Powers in Goldmember (2002)
- Mi presenti i tuoi? (Meet the Fockers) (2004)
- A cena con un cretino (Dinner for Schmucks) (2010)
- Candidato a sorpresa (The Campaign) (2012)
- L'ultima parola - La vera storia di Dalton Trumbo (Trumbo) (2015)
- Bombshell - La voce dello scandalo (Bombshell) (2019)
- I Roses (The Roses) (2025)

#### Televisione
- Recount – film TV (2008)
- Game Change – film TV (2012)
- All the Way – film TV (2016)

### Produttore
- Blown Away - Follia esplosiva (Blown Away), regia di Stephen Hopkins (1994)
- Ti presento i miei (Meet the Parents), regia di Jay Roach (2000)
- 50 volte il primo bacio (50 first dates), regia di Peter Segal (2004)
- Mi presenti i tuoi? (Meet the Fockers), regia di Jay Roach (2004)
- Guida galattica per autostoppisti (The Hitchhiker's Guide to the Galaxy ), regia di Garth Jennings (2005)
- Borat - Studio culturale sull'America a beneficio della gloriosa nazione del Kazakistan (Borat: Cultural Learnings of America for Make Benefit Glorious Nation of Kazakhstan), regia di Larry Charles (2006)
- Charlie Bartlett, regia di Jon Poll (2007)
- Recount, regia di Paul Village – film TV (2008)
- Brüno, regia di Larry Charles (2009)
- Vi presento i nostri, regia di Paul Weitz (2010)
- Le sorelle perfette (Sisters), regia di Jason Moore (2015)
- The Brink – serie TV, 10 episodi (2015)
- L'ultima parola - La vera storia di Dalton Trumbo, regia di Jay Roach (Trumbo) (2015)
- The Silent Man (Mark Felt: The Man Who Brought Down the White House), regia di Peter Landesman (2017)
- Bombshell - La voce dello scandalo (Bombshell), regia di Jay Roach (2019)
- I Roses (The Roses), regia di Jay Roach (2025)

### Attore

#### Televisione
- Barry - serie TV, episodio 2x07 (2019)

## Doppiatori italiani
Nelle versioni in italiano delle opere in cui ha recitato, Jay Roach è stato doppiato da:
- Giovanni Caravaglio in Barry